# Топкая (приток Хопра)
Топкая (в верховье балка Григорьевская, в пойме Хопра — старица Глубокая) — река в России, протекает по Волгоградской области. Устье реки находится в 277 км по правому берегу реки Хопёр. Длина реки составляет 21 км. Площадь водосборного бассейна — 285 км². Высота устья — 71,6 м над уровнем моря.

## Данные водного реестра
По данным государственного водного реестра России относится к Донскому бассейновому округу, водохозяйственный участок реки — Хопёр от впадения реки Ворона и до устья, без рек Ворона, Савала и Бузулук, речной подбассейн реки — Хопер. Речной бассейн реки — Дон (российская часть бассейна).
Код объекта в государственном водном реестре — 05010200512107000007469.